# 末日謎殺
《末日謎殺》（英語：A Murder at the End of the World），前稱《靜修劫》（Retreat），是一部2023年开播的美國犯罪懸疑限定劇，由布里特·马灵和查爾·貝特曼格雷吉創作，並將會在FX上首播。
該劇原定於2023年8月29日首播，但受美國演員工會大罷工影響而押後至11月14日首播，是首部因該罷工行動而延期播映的電視劇。

## 劇情背景
故事講述菜鳥偵探達比·哈特與另外11人被一名億萬富翁邀請到一個偏僻地方進行靜修會，期間卻有被殺，令哈特需要尋找線索、緝拿兇手。

## 演員

### 主演
- 艾瑪·科林 飾演 達比·哈特（Darby Hart）[2]
- 布里特·马灵 飾演 李（Lee）[1][3]
- 克萊夫·歐文 飾演 安迪（Andy）[3]
- 哈里斯·迪金森 飾演 比爾（Bill）[3]
- 艾莉絲·布拉加 飾演 西安（Sian）[3]
- 傑曼·福勒（英语：Jermaine Fowler） 飾演 馬丁（Martin）[3]
- 陳沖 飾演 盧美 （Lu Mei）[3]
- 勞爾·埃斯帕扎 飾演 大衛（David）[3]
- 愛德華多·巴萊里尼 飾演 雷（Ray）[3]
- 佩嘉·費多尼（英语：Pegah Ferydoni） 飾演 斯巴（Ziba）[3]
- 瑞安·哈達德（Ryan J. Haddad） 飾演 奧利弗（Oliver）[3]
- 賈韋德·汗（Javed Khan） 飾演 羅恩（Rohan）[3]

### 常設
- 丹尼爾·奧爾森（Daniel Olson） 飾演 托馬斯（Tomas）[4]
- 布里頓·塞伯特（Britian Seibert） 飾演 伊娃（Eva）[4]
- 路易斯·坎瑟米[5]
- 凱蘭·泰特洛（Kellan Tetlow）[5]
- 尼爾·霍夫（英语：Neal Huff）[5]

## 製作

### 發展
2021年8月13日，FX宣佈將會製作一部由布里特·马灵和查爾·貝特曼格雷吉聯合創作的限定劇，暫名為《靜修劫》（Retreat），並會由二人共同編劇和執導。馬靈和貝特曼格雷吉已合作超過十年，並在2016至2019年間共同創作Netflix劇集《先見之明》。除了馬靈和貝特曼格雷吉外，安琪亞·史波林、梅蘭妮·馬尼奇和尼基·帕盧加（Nicki Paluga）亦會出任執行製作人。

### 選角
該劇在宣佈製作時同時公佈馬靈將會出演主要角色。2021年10月11日，艾瑪·科林宣佈將會飾演女主角達比·哈特。2022年2月11日，克萊夫·歐文、哈里斯·迪金森、艾莉絲·布拉加、傑曼·福勒、陳沖、勞爾·埃斯帕扎、愛德華多·巴萊里尼、佩嘉·費多尼、瑞安·哈達德（Ryan J. Haddad）和賈韋德·汗（Javed Khan）宣佈加入演員陣容。2022年4月6日，丹尼爾·奧爾森（Daniel Olson）和布里頓·塞伯特（Britian Seibert）宣佈將會出演常設角色。2023年6月，路易斯·坎瑟米、凱蘭·泰特洛（Kellan Tetlow）和尼爾·霍夫宣佈加入演員陣容。

### 拍攝
主體拍攝於2022年2月7日開始，取景地點包括紐西蘭、冰島、美國猶他州和新澤西州卡尼。2022年4月，劇組於新澤西州雷丁頓鎮區 (新澤西州)的雷丁頓河水牛農場（Readington River Buffalo Farm）取景拍攝三天。2022年9月2日，馬靈在Instagram上發佈照片，並提到當天是煞科日。同年12月，《洛杉磯時報》的報道指該劇已完成拍攝。

## 發行
該劇預定於2023年8月29日首播，全劇共七集。2023年7月29日，該劇宣佈因受美國演員工會大罷工影響而將首播日期押後至11月，成為首部因該罷工行動而延期播映的電視劇。

## 外部連結
- 官方网站
- 互联网电影数据库（IMDb）上《末日謎殺》的资料（英文）
- 豆瓣电影上《末日謎殺》的資料 （简体中文）